# Партамасир
Партамасир (арм. Պարթամասիր; †114) — царь Великой Армении (113—114) из династии Аршакидов, младший сын парфянского царя Пакора II.

## Биография
Партамасир был одним из трёх сыновей парфянского царя Пакора II. Мало что известно о его жизни до воцарения на армянском троне.
После отречения от престола Пакора II, на парфянский трон вступил его брат Хосров I. В отличие от своего брата Пакора, не желавшего вступать в противостояние с римлянами, Хосров в 113 году вторгся в Армению и сместил утверждённого императором Траяном царем Армении Ашхадара, старшего сына Пакора II, заменив его своим ставленником Партамасиром. Несмотря на это, Хосров всё же старался избежать столкновения с Римом, отправив к Траяну посольство с просьбой утверждения Партамасириса в качестве царя Армении. Несмотря на все просьбы и уговоры, Траян отказал парфянскому царю, и посчитав его действия нарушением Рандейского мирного договора, начал войну против Армении и Парфии.
В 114 году римские войска вступили в Великию Армению и двинулись на Арташат. Не сумев организовать оборону страны, Партамасир сдаётся римлянам. Явившись в лагерь Траяна, он снимает с головы диадему и ставит её у ног императора, рассчитывая получить её обратно. Однако его ожидания не оправдываются, Траян лишает его трона и аннексирует Армению. Римская оккупация, однако, длится недолго, впоследствии, после смерти Траяна в 117 году, римские войска покидают страну и Армения восстанавливает свою независимость.
Сам Партамасир был освобождён при условии, что покинет Армению, однако при попытке бегства от сопровождающих его римлян его арестовывают и казнят по приказу Траяна.